# Comté de Lyon (Nevada)
Pour les articles homonymes, voir Lyon (homonymie) et Comté de Lyon.
Le comté de Lyon, en anglais : Lyon County, est un comté situé dans l'État du Nevada, aux États-Unis. Son siège est la ville de Yerington. Selon l'estimation du Bureau de recensement de 2020, la population du comté est de 59 235 habitants.

## Géographie
La superficie du comté est de 5 222 km2, dont 5 163 km2 en surfaces terrestres. 

### Comtés adjacents
| Comté de Storey              | Comté de Washoe |                    |
| Comté de Douglas Carson City | comté de Lyon   | Comté de Churchill |
| Comté de Mono Californie     |                 | Comté de Mineral   |

## Démographie
| Groupe            | Comté de Lyon | Nevada | États-Unis |
| ----------------- | ------------- | ------ | ---------- |
| Blancs            | 85,0          | 66,2   | 72,4       |
| Autres            | 6,4           | 12,0   | 6,2        |
| Métis             | 3,7           | 4,7    | 2,9        |
| Amérindiens       | 2,5           | 1,2    | 0,9        |
| Asiatiques        | 1,4           | 7,2    | 4,8        |
| Noirs             | 0,8           | 8,1    | 12,6       |
| Océaniens         | 0,3           | 0,6    | 0,2        |
| Total             | 100           | 100    | 100        |
| Latino-Américains | 14,8          | 26,5   | 16,7       |

Selon l'American Community Survey, en 2010, 87,38 % de la population âgée de plus de 5 ans déclare parler l'anglais à la maison, 9,19 % l'espagnol, 0,64 % le paiute et 2,79 % une autre langue.